# メキシコ出身のメジャーリーグベースボール選手一覧

メキシコ出身のメジャーリーグベースボール選手一覧。太字は現役選手、その他は引退選手及びメジャーリーグ以外のリーグでプレーしている選手。同名の選手の場合は右に現役時代の主な守備位置、現役年数の順で示す。

## A
- Juan Acevedo（フアン・アセベド）
- Alfredo Aceves（アルフレド・アセベス）
- Cy Acosta（サイ・アコスタ）
- Miguel Aguilar（ミゲル・アギラル）
- Alfredo Amezaga（アルフレド・アメザガ）
- Jonathan Aranda（ジョナサン・アランダ）
- Victor Arano（ビクター・アラノ）
- Javier Assad（ハビアー・アサド）
- Luis Ayala（ルイス・アヤラ）

## B
- Manny Banuelos（マニー・バニュエロス）
- Valente Bellozo（バレンテ・ベロゾ）
- Rigo Beltran（リゴ・ベルトラン）

## C
- Vinny Castilla（ビニー・カスティーヤ）
- Daniel Castro（ダニエル・カストロ）
- Juan Castro（フアン・カストロ）
- Jorge Campillo（ホルヘ・カンピーヨ）
- Humberto Castellanos（ウンベルト・カステヤノス）
- Jose Cecena（ホセ・セセーナ）
- Luis Cessa（ルイス・セッサ）
- Francisco Cordova（フランシスコ・コードバ）
- David Cortes（デビッド・コルテス）
- Humberto Cota（ウンベルト・コタ）
- Jesus Cruz（ヘスス・クルーズ）
- Luis Cruz（ルイス・クルーズ）
- Omar Cruz（オマー・クルーズ）

## D
- Jorge De La Rosa（ホルヘ・デラロサ）
- Miguel Del Toro（ミゲル・デルトロ）
- Elmer Dessens（エルマー・デセンス）
- Daniel Duarte（ダニエル・ドゥアルテ）
- Erubiel Durazo（エルビエル・デュラーゾ）

## E
- Narciso Elvira（ナルシソ・エルビラ）
- Marco Estrada（マルコ・エストラーダ）

## G
- Yovani Gallardo（ヨバニ・ガヤルド）
- Giovanny Gallegos（ジオバニー・ガジェゴス）
- Jaime Garcia（ハイメ・ガルシア）
- Karim Garcia（カリーム・ガルシア）
- Luis Garcia（ルイス・ガルシア）
- Benji Gil（ベンジー・ギル）
- Geronimo Gil（ジェロニモ・ギル）
- Edgar Gonzalez（エドガー・ゴンザレス）
- Luis Gonzalez（ルイス・ゴンザレス）
- Miguel Gonzalez（ミゲル・ゴンザレス）
- Victor Gonzalez（ビクター・ゴンザレス）

## H
- Teddy Higuera（テディ・ヒゲーラ）

## K
- Alejandro Kirk（アレハンドロ・カーク）

## L
- Arnold Leon（アーノルド・レオン）
- Esteban Loaiza（エステバン・ロアイザ）
- Alejo Lopez（アレホ・ロペス）
- Arturo Lopez（アーテューロ・ロペス）
- Irving Lopez（アービング・ロペス）
- Rodrigo Lopez（ロドリゴ・ロペス）

## M
- Adrian Martinez（エイドリアン・マルティネス）
- Luis Mendoza（ルイス・メンドーサ）
- Mario Mendoza（マリオ・メンドーサ）
- Joey Meneses（ジョーイ・メネセス）
- Sid Monge（シド・モンジ）
- Andres Munoz（アンドレス・ムニョス）

## O
- Miguel Ojeda（ミゲル・オヘーダ）
- Tirso Ornelas（ティルソ・オルネラス）
- Alejandro Osuna（アレハンドロ・オスナ）
- Antonio Osuna（アントニオ・オスナ）
- Roberto Osuna（ロベルト・オスナ）

## P
- Vicente Palacios（ビセンテ・パラシオス）
- Isaac Paredes（アイザック・パレデス）
- Ramiro Pena（ラミロ・ペーニャ）
- Oliver Perez（オリバー・ペレス）
- Tony Perezchica（トニー・ペレジカ）

## Q
- Esteban Quiroz（エステバン・キロス）

## R
- Roberto Ramirez（ロベルト・ラミレズ）
- Alan Rangel（アラン・ランヘル）
- Dennys Reyes （デニス・レイエス）
- Gerardo Reyes（ヘラルド・レイエス）
- Armando Reynoso （アーマンド・レイノソ）
- Ricardo Rincon（リカルド・リンコン）
- Oscar Robles （オスカー・ロブレス）
- Aurelio Rodriguez（アウレリオ・ロドリゲス）
- Carlos Rodriguez（カルロス・ロドリゲス）
- Francisco Rodriguez（フランシスコ・ロドリゲス）
- Manuel Rodriguez（マヌエル・ロドリゲス）

## S
- Fernando Salas（フェルナンド・サラス）
- Cesar Salazar（シーザー・サラザー）
- Freddy Sandoval （フレディ・サンドバル）
- Walter Silva（ウォルター・シルバ）
- Joakim Soria（ホアキム・ソリア）

## T
- Jose Tolentino（ホセ・トレンティーノ）
- Alex Trevino（アレックス・トレビーノ）

## U
- Julio Urias（フリオ・ウリアス）
- Luis Urias（ルイス・ウリアス）
- Ramon Urias（ラモン・ウリアス）
- Jose Urquidy（ホセ・ウルキディ）

## V
- Ismael Valdéz（イスマエル・バルデス）
- Mario Valdéz（マリオ・バルデス）
- Fernando Valenzuela（フェルナンド・バレンズエラ）
- Cesar Vargas（シーザー・バルガス）
- Hector Velazquez（ヘクター・ベラスケス）
- Christian Villanueva（クリスチャン・ビヤヌエバ）
- Oscar Villarreal（オスカー・ビヤレアル）